# Kreis Churwalden
| Churwalden           | Churwalden        |
| -------------------- | ----------------- |
| Churwalden           |                   |
| Basisdaten           |                   |
| Staat:               | Schweiz           |
| Kanton:              | Graubünden (GR)   |
| Bezirk:              | Plessur           |
| Hauptort:            | Churwalden        |
| Fläche:              | 76,28 km²         |
| Einwohner:           | 1523 (31.12.2009) |
| Bevölkerungsdichte:  | 20 Einw. pro km²  |
| Aufgehoben am:       | 31. Dezember 2015 |
| Karte                |                   |
| Karte von Churwalden |                   |

Der Kreis Churwalden bildet zusammen bis am 31. Dezember 2015 mit den Kreisen Chur und Schanfigg den Bezirk Plessur des Kantons Graubünden in der Schweiz. Der Sitz des Kreisamtes war in Churwalden. Durch die Bündner Gebietsreform wurden die Kreise aufgehoben.

## Gemeinden
Der Kreis setzte sich aus folgenden Gemeinden zusammen:
| Wappen               | Name der Gemeinde    | Einwohner (Dez. 2009) | Fläche in km² | BFS-Nr |
| -------------------- | -------------------- | --------------------- | ------------- | ------ |
| Churwalden           | Churwalden           | 2147                  | 48,54         | 3911   |
| Tschiertschen-Praden | Tschiertschen-Praden | 293                   | 27,74         | 3932   |

## Veränderungen im Gemeindebestand seit 2000

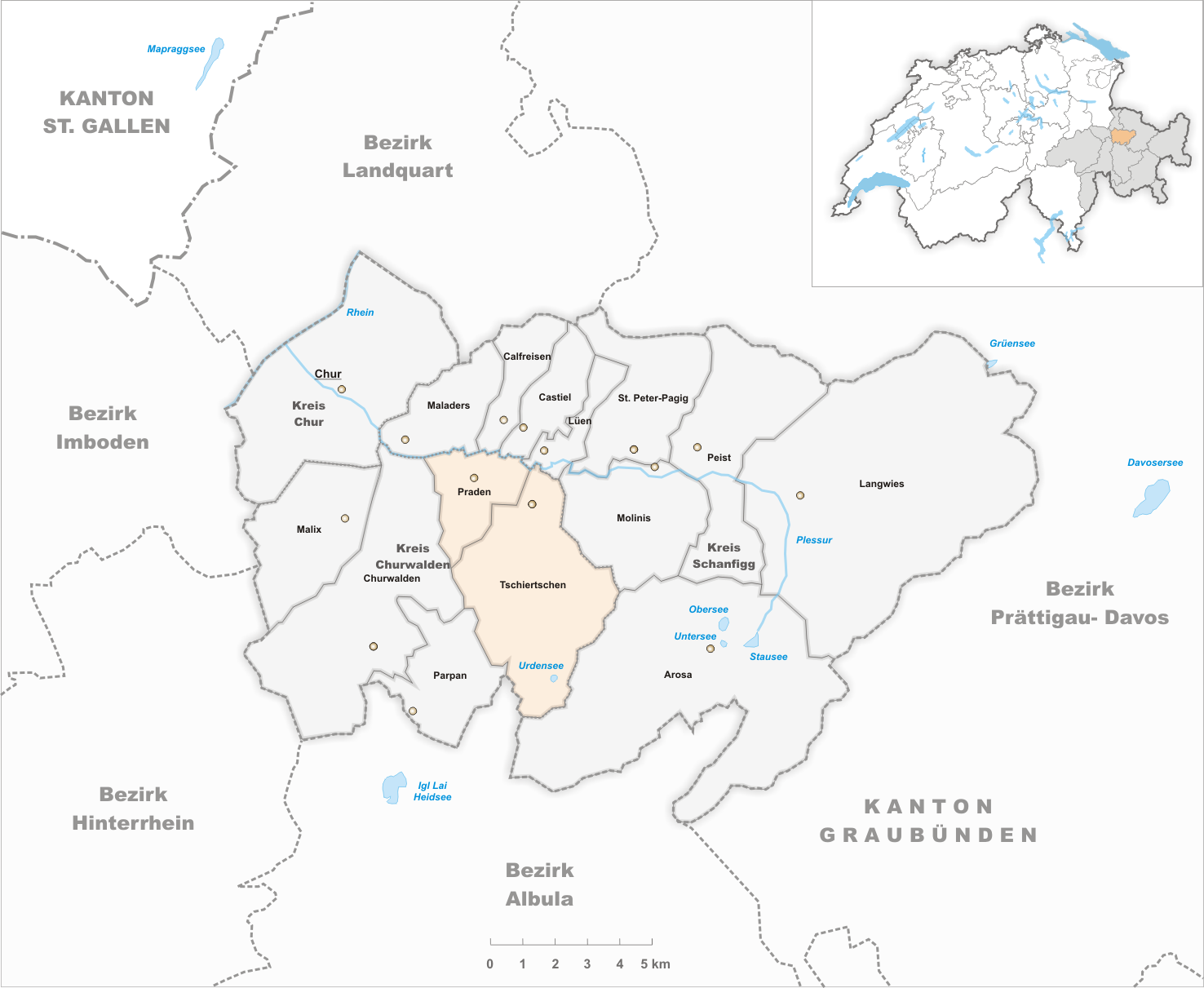
Gemeinden bis 2008
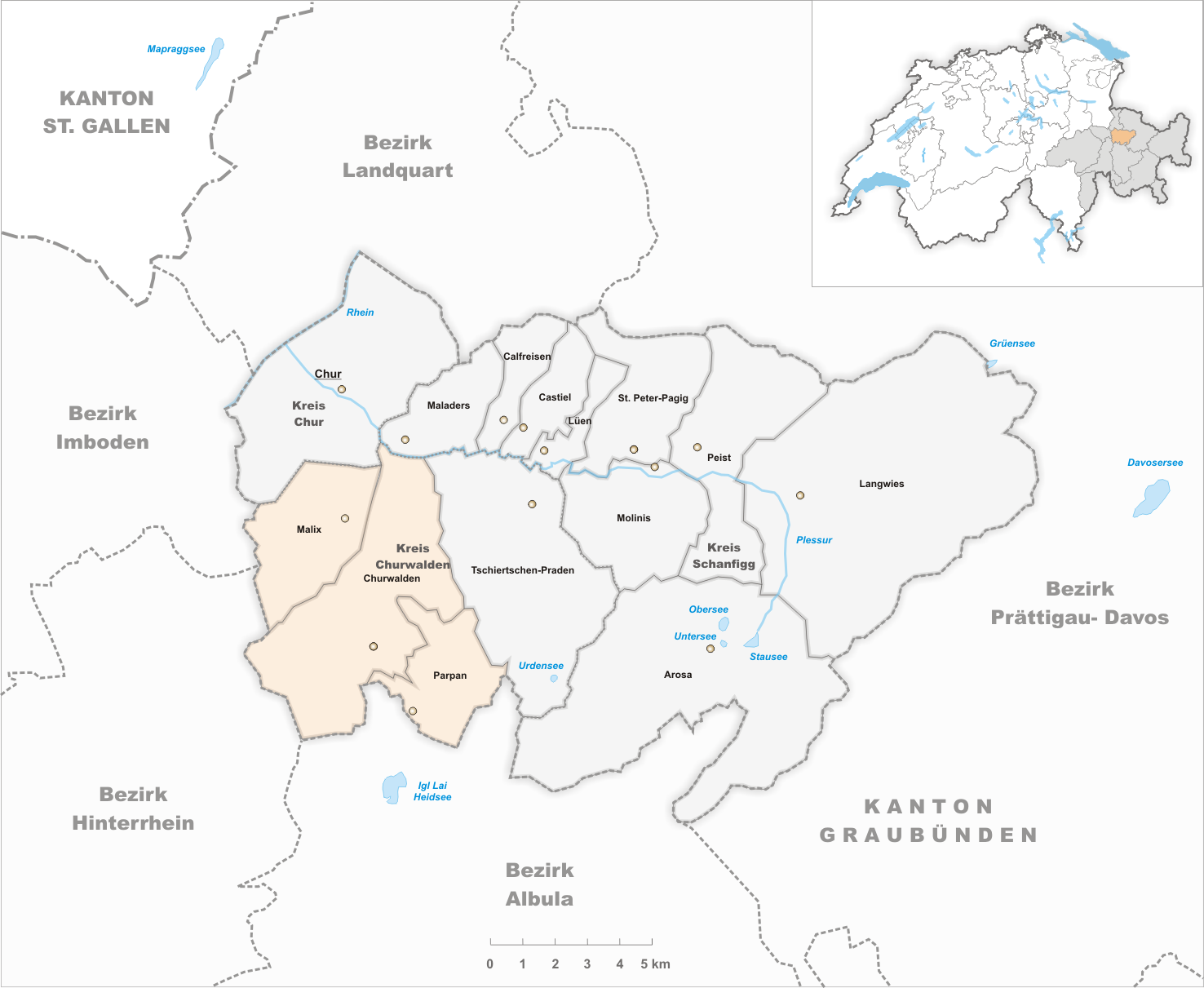
Gemeinden bis 2009

### Fusionen
- 2009: Tschiertschen und Praden → Tschiertschen-Praden

- 2010: Churwalden, Malix und Parpan → Churwalden